# Повелитель ветра
«Повели́тель ве́тра» — российский биографический художественный фильм о полёте Фёдора Конюхова на воздушном шаре, поставленный режиссёром Игорем Волошиным. Выход картины в широкий прокат состоялся 5 октября 2023 года.

## Сюжет
Фильм рассказывает об одном из мировых рекордов, установленных Фёдором Конюховым. 23 июля 2016 года он завершил 11-дневный полёт вокруг земли на воздушном шаре высотой с двадцатиэтажный дом.

## В ролях
| Актёр             | Роль                   |
| ----------------- | ---------------------- |
| Фёдор Бондарчук   | Фёдор Конюхов          |
| Никита Манец      | Фёдор Конюхов в юности |
| Анна Михалкова    | Ирина Конюхова         |
| Евгений Ткачук    | Оскар Конюхов          |
| Дмитрий Калихов   | Коля Конюхов           |
| Андрей Бурковский | Сергей Ракитин         |
| Даниил Воробьёв   | Никита Голубев         |
| Дмитрий Куличков  | отец Фёдора            |
| Руслан Банковский | ведущий новостей       |

## Производство
Сценарий фильма, по словам самого Фёдора Конюхова, основывался на ряде написанных им книг, а также на рукописи книги его сына Оскара Конюхова.
Съёмки фильма планировалось проводить в Австралии, однако по ряду причин, таких как пандемия вируса COVID-19 в 2020 году и вторжение России на Украину в 2022 году, съёмки были перенесены в Дагестан.
Во время съёмок фильма авторы заявили, что картина не является биографией путешественника, а лишь реконструкцией одного из его рекордов.

## Отзывы
Сам Фёдор Конюхов, о котором рассказывает фильм, в целом похвалил картину, оценив, в частности, её динамику и игру Фёдора Бондарчука. В то же время Конюхов отметил ряд несоответствий действительности и упущений в фильме, добавив: «Здесь нельзя показывать всю правду. Ребята же делали фильм не для нас, не для меня, а для вас. И люди должны поверить».

## Фестивали и награды
- 2024 — XXXIII Кинофорум «Золотой Витязь» — Гран-при в номинации «Игровые фильмы» (разделил с фильмом «Позывной «Пассажир»»)[9].
- 2023 — лауреат премии «Золотой орёл» в номинации «Лучшая музыка к фильму» (Алексей Рыбников)[10].
- 2024 — лауреат III Национальной премии интернет-контента ИРИ в номинации «Игровой фильм»[11].